# Xã Margaret, Quận Ward, Bắc Dakota
Xã Margaret (tiếng Anh: Margaret Township) là một xã thuộc quận Ward, tiểu bang Bắc Dakota, Hoa Kỳ. Năm 2010, dân số của xã này là 85 người.